# Welcome to the Jungle
Welcome to the Jungle – utwór otwierający debiutancki album grupy Guns N’ Roses, Appetite for Destruction. Został także zawarty na kompilacji Greatest Hits. Utwór znalazł się w ścieżkach dźwiękowych do animowanych filmów Iniemamocni i Megamocny oraz do gry komputerowej Grand Theft Auto: San Andreas. W 2017 roku został użyty jako outro filmu Jumanji: Przygoda w dżungli.

## Geneza utworu
„Welcome to the Jungle” został napisany przez Axla Rose’a oraz Slasha. Według Rose’a inspiracją do jego napisania było spotkanie, w którym uczestniczył on, jego przyjaciel oraz bezdomny mężczyzna. Zdarzenie miało miejsce podczas spaceru po Nowym Jorku. Bezdomny chcąc przestraszyć młodzieńców zaczął krzyczeć w ich kierunku „Wiesz gdzie jesteś? Jesteś w dżungli skarbie, ty tu zginiesz!” („You know where you are? You’re in the jungle baby, you’re gonna die!”). Wypadek wywarł tak wielki wpływ na Axla, że napisał on piosenkę na jego temat. Chociaż incydent ten miał miejsce w Nowym Jorku, utwór napisano w Seattle, a opisuje on Los Angeles. Według Slasha, utwór został napisany w mniej więcej trzy godziny.

## Teledysk
Do „Welcome to the Jungle” powstał pierwszy teledysk w dorobku zespołu Guns N’ Roses. Wideoklip został wyreżyserowany przez Nigela Dicka, kręcono go w dniach 1–2 sierpnia 1987 w Park Plaza Hotel i 450 S. La Brea Avenue w Hollywood. 
Teledysk rozpoczyna się ujęciem na Axla Rose’a wystylizowanego na wiejskiego chłopa, który wysiada z autobusu w Los Angeles, po czym przechodzi obok dilerów i prostytutek, nie dowierzając w to, co widzi. Następnie bohater zatrzymuje się przed witryną sklepu z telewizorami, w których pokazywany jest Slash pijący Jacka Daniel’sa prosto z butelki. W klipie pojawiły się również ujęcia muzyków występujących w klubie oraz imprezującego Rose’a. Obrazek zawierał także scenę, w której Rose siedzi w kamizelce bezpieczeństwa na krześle elektrycznym przed rzędem telewizorów, w których emitowane są nagrania wojenne i pełne przemocy, przez co stacja MTV obawiało się puszczać klip na swojej antenie.

## Popularność
- W 2009 utwór został nazwany przez VH1 „najlepszą piosenka hardrockową wszech czasów”[3]
- Miejsce #7 w notowaniu Billboard Hot 100[4]
- Miejsce #2 w rankingu VH1 40 Greatest Metal Songs[5]
- Miejsce #67 w notowaniu UK Singles Chart[6].
- Miejsce #473 w rankingu „The 500 Greatest Songs of All Time” magazynu Rolling Stone[7].
- Miejsce #764 w rankingu „1001 Best Songs Ever” Q Magazine
- Miejsce #26 w rankingu „100 Greatest 80s Songs” stacji VH1.
- W ankiecie magazynu Blender uznana za najlepszą piosenkę o Los Angeles.